# Carl Friedrich Gottfried Mohr

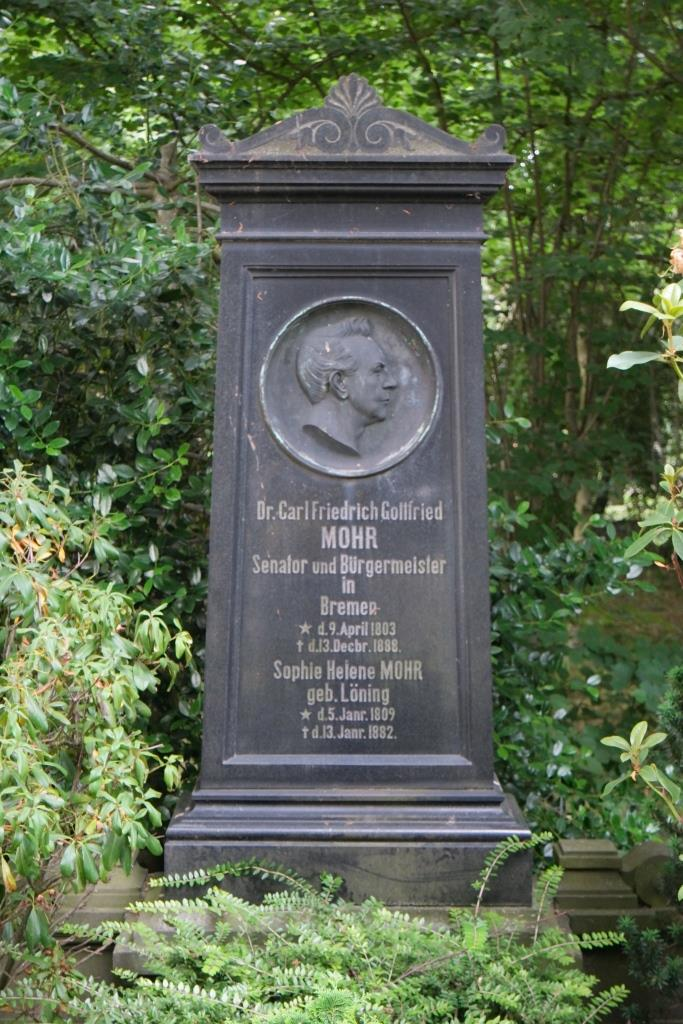
Grab von Carl Friedrich Gottfried Mohr auf dem Riensberger Friedhof in Bremen

Carl Friedrich Gottfried Mohr (* 9. April 1803 in Bremen; † 13. Dezember 1888 in Bremen) war ein Bremer Senator und Bürgermeister.

## Biografie
Mohr war der Sohn des Maklers Nicolaus Mohr und der Tochter von Senator Franz Friedrich Droste (1753–1817) Sophia Mohr geb. Droste. Er war verheiratet mit der Kaufmannstochter Sophie Helene Löning; beide hatten acht Kinder. 
Nach dem Abitur studierte er ab 1822 Rechtswissenschaften an der Universität Göttingen und promovierte 1825 zum Dr. jur. Er war danach Advokat in Bremen. 
1839 wurde er Senator in Bremen. Nach 1848 war er vornehmlich für die Polizeidirektion zuständig und an den Verfassungsdiskussionen von 1848/49 und von 1852 für eine Bremer Verfassung beteiligt. Später war er im Senat tätig für das Unterrichtswesen und in der kirchlichen Kommission. Von 1857 bis 1873 war er auch Bürgermeister der Bremer Landgemeinde Kattenturm und Besitzer von Gut Wolfskuhle in Kattenturm. 
Mohr war von 1857 bis 1861, von 1864 bis 1867 und von 1870 bis 1873 Bürgermeister von Bremen und er war 1857, 1859, 1861, 1864, 1866, 1871 und 1873 Präsident des Senats. Altersbedingt verließ er 1873 den Senat. 
Er wurde auf dem Riensberger Friedhof, Grablage R 253,  bestattet. Der Bürgermeister-Mohr-Weg in Kattenturm wurde nach ihm benannt.